# Ammotrechesta garcetei
Espèce
Ammotrechesta garcetei est une espèce de solifuges de la famille des Ammotrechidae.

## Distribution
Cette espèce est endémique du Nicaragua. Elle se rencontre vers Telica et San José de Cusmapa.

## Description
Le mâle holotype mesure 19,80 mm.

## Étymologie
Cette espèce est nommée en l'honneur de Bolivar Garcete.

## Publication originale
- Armas, 1993 : Aracnidos de Nicaragua. 4. Nuevos solpugidos (Solpugida: Ammotrechidae). Revista Nicaraguense de Entomologia, vol. 26, p. 39-56 (texte intégral).